# Eristalis transversa
Eristalis transversa is een vliegensoort uit de familie van de zweefvliegen (Syrphidae). De wetenschappelijke naam van de soort werd als Eristalis transversus in 1830 gepubliceerd door Christian Rudolph Wilhelm Wiedemann.

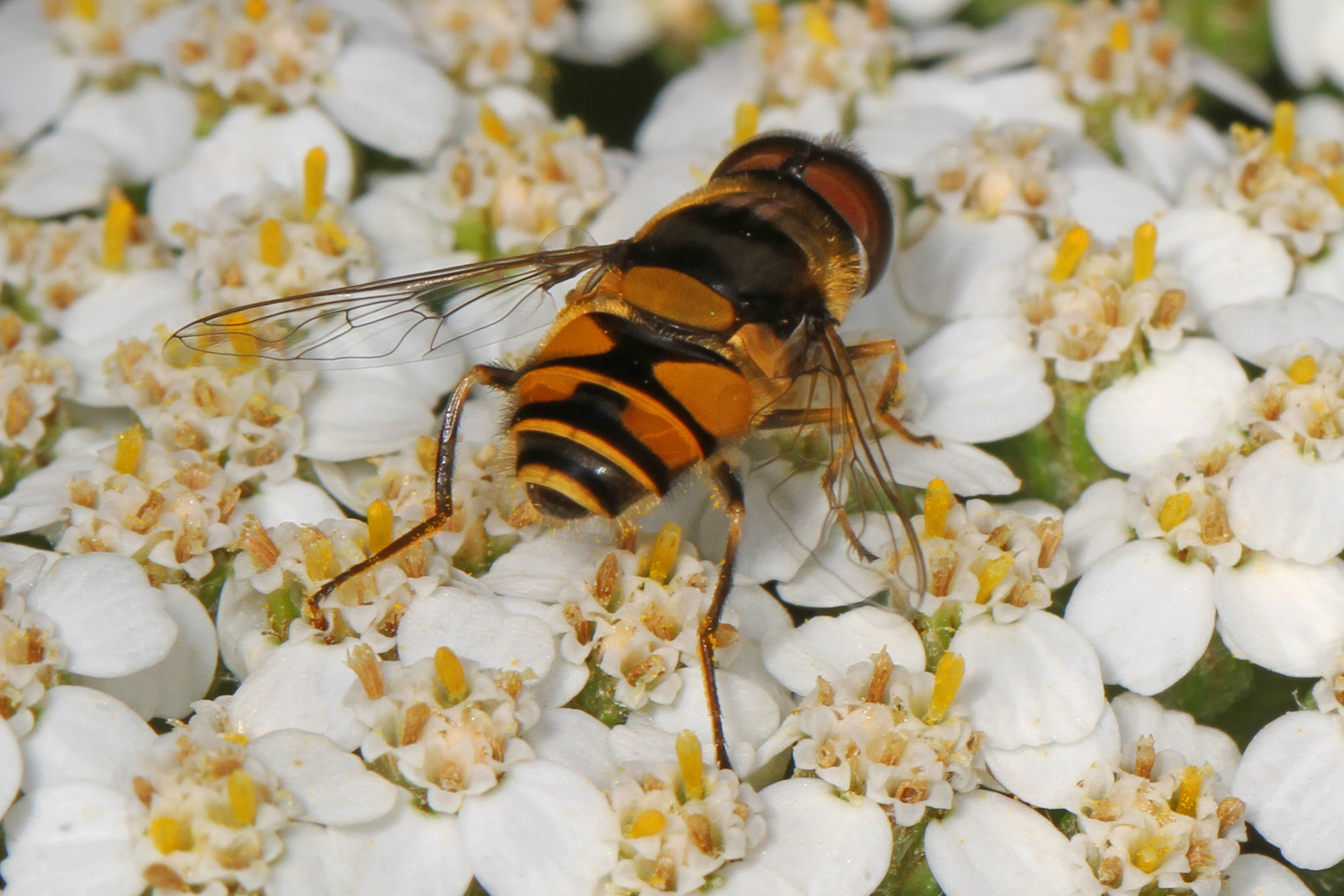
Tekening op het achterlijf